# Катхиявар
Катхиява́р (гудж. કાઠીયાવાડ, англ. Kathiawar) — полуостров в штате Гуджарат (Индия).
Катхиявар находится на западе полуострова Индостан между Качским и Камбейским заливами Аравийского моря, в геологическом плане — на Индостанской плите. К югу от полуострова Катхиявар расположен остров Диу.
Площадь полуострова — более 40 тыс. км². Полуостров покрыт в основном саваннами и редколесьем, центр гористый (до 1117 м), по берегам — аллювиальные низменности. Осадков выпадает до 500 мм в год, в основном с июня по сентябрь.
На юге расположен национальный парк Сасан-Гир, являющийся единственным в мире местом, где в диком виде обитает индийский лев. Побережье Качского залива образует Морской национальный парк. В районе Бхавнагара на берегу Камбейского залива образован национальный парк Велавадар.
К северу от полуострова находится солончак Качский Ранн.
Один из самых известных уроженцев полуострова — Махатма Ганди.